# Tetsubin
En tetsubin (japansk: 鉄 tetsu jern; 瓶 bin potte) er en tepotte af støbejern, fremstillet i Japan, som ofte bruges ved japanske teceremonier. Pottetypen har sin oprindelse i den japanske Nambu-region i Edo-perioden, og det enkle design skyldes indflydelse fra zen-buddhisme. Sædvanligvis er potterne rigt ornamenterede med relief på ydersiden, og har en inderside af emalje. Dette, sammen med den lille størrelse og ofte usædvanlige facon, gør potterne populære hos samlere. En typisk tetsubin kan indeholde godt en halv liter vand, og sælges gerne med tilhørende tesi og en trefod dekoreret med tilsvarende reliefmønstre.
| Mad og drikke | Spire Denne artikel om mad og drikke er en spire som bør udbygges. Du er velkommen til at hjælpe Wikipedia ved at udvide den. |